# Antti Sumiala
Antti Markus Sumiala (né le 20 février 1974 à Pori en Finlande) est un joueur de football international finlandais, qui joue au poste d'attaquant.
Ayant joué dans près de 8 pays, il est surtout connu pour avoir fini meilleur buteur du championnat de Finlande en 1993, et a fini sa carrière pour le club finlandais d'Ykkönen du FC PoPa basé dans sa ville natale.
Il a également travaillé en tant que directeur sportif de son club et en est l'un des propriétaires (FC PoPa).
Au niveau de la sélection, Sumiala a joué 36 matchs pour l'équipe de Finlande, et a inscrit neuf buts. Il participe à sa première sélection le 12 février 1992 lors d'un match amical contre la Turquie (1-1).

## Biographie

### Équipe nationale

#### Buts internationaux
| Buts en sélection | Buts en sélection | Buts en sélection        | Buts en sélection | Buts en sélection | Buts en sélection | Buts en sélection   |
| #                 | Date              | Lieu                     | Adversaire        | But               | Résultat          | Compétition         |
| ----------------- | ----------------- | ------------------------ | ----------------- | ----------------- | ----------------- | ------------------- |
| 1.                | 26.10.1994        | Tallinn, Estonie         | Estonie           | 0–3               | 0–7               | Match amical        |
| 2.                | 26.10.1994        | Tallinn, Estonie         | Estonie           | 0–7               | 0–7               | Match amical        |
| 3.                | 16.11.1994        | Helsinki, Finlande       | Îles Féroé        | 1–0               | 5–0               | Qualifs. Euro 96    |
| 4.                | 29.03.1995        | Saint-Marin, Saint-Marin | Saint-Marin       | 0–2               | 0–2               | Qualifs. Euro 96    |
| 5.                | 06.10.1996        | Helsinki, Finlande       | Suisse            | 1–2               | 2–3               | Qualifs. Mondial 98 |
| 6.                | 30.04.1997        | Oslo,Norvège             | Norvège           | 0–1               | 1–1               | Qualifs. Mondial 98 |
| 7.                | 08.06.1997        | Helsinki, Finlande       | Azerbaïdjan       | 3–0               | 3–0               | Qualifs. Mondial 98 |
| 8.                | 06.09.1997        | Lausanne, Suisse         | Suisse            | 0–2               | 1–2               | Qualifs. Mondial 98 |
| 9.                | 11.10.1997        | Helsinki, Finlande       | Hongrie           | 1–0               | 1–1               | Qualifs. Mondial 98 |

## Palmarès
Jazz Pori
- Championnat de Finlande
  - Champion (1) : 1993

 FC Jokerit
- Coupe de Finlande
  - Vainqueur (1) : 1999

 FC Vaduz
- Coupe du Liechtenstein
  - Vainqueur (1) : 2005